# Paquidermes

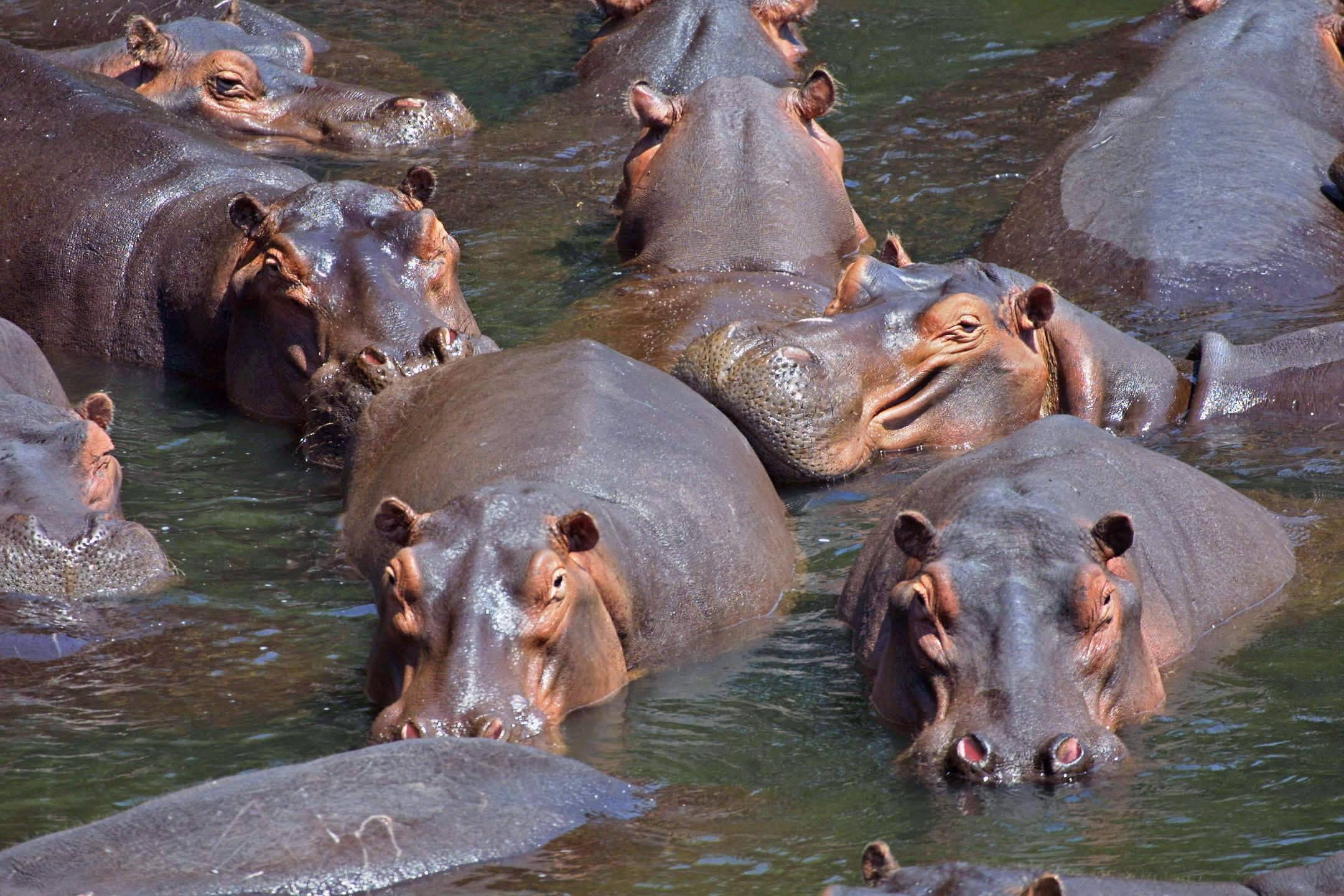
Manada de hipopótamos

Os paquidermes (do grego pakchydermos, «de pele grossa») constituem uma ordem de mamíferos atualmente obsoleta. O termo remete à ideia de animais de «pele espessa, dura e rugosa». São exemplos de paquidermes elefantes, hipopótamos, rinocerontes e entre outros, e também animais extintos, como o mastodonte, o mamute e o elefante-chinês.